# Канібали-гуманоїди з підземелля
Канібали-гуманоїди з підземелля (англ. C.H.U.D.) — американський науково-фантастичний фільм жахів 1984 року, знятий режисером Дугласом Чіком. Оригінальна назва фільму є абревіатурою від «Cannibalistic Humanoid Underground Dwellers» (укр. Канібалістичні гуманоїдні підземні мешканці).

## Синопсис
Нью-йоркський поліцейський та керівник притулку для бездомних об'єднують зусилля задля розслідування серії зникнень людей і з'ясовують, що зниклі люди були вбиті монстрами-гуманоїдами, які живуть у каналізації.

## Акторський склад
| Актор           | Роль                                                         |
| --------------- | ------------------------------------------------------------ |
| Джон Герд       | Джордж Купер фотограф                                        |
| Деніел Стерн    | Ей Джей "Преподобний" Шепард керівник притулку для бездомних |
| Крістофер Каррі | капітан Бош поліцейський                                     |
| Кім Грайст      | Лорен Деніелс дівчина Джорджа                                |
| Майкл О'Гара    | офіцер Фуллер поліцейський                                   |
| Сем Макмюррей   | офіцер Креспі поліцейський                                   |
| Френкі Фейзон   | сержант Паркер поліцейський                                  |
| Джон Гудмен     | поліцейський з закусочної                                    |
| Джей Томас      | поліцейський з закусочної                                    |
| Джон Політо     | ведучий новин                                                |

## Випуск
Фільм вийшов в обмежений прокат у серпні 1984 року. За перші два тижні прокату збори склали 4,6 млн доларів США.
Фільм був випущений на Betamax і VHS компанією Media Home Entertainment у 1984 році. 30 січня 2001 року Anchor Bay Entertainment випустила фільм на DVD. Компанія випустила фільм повторно у 2008 році в рамках серії «Cult Fiction».